# Ḩelleh Delleh
Ḩelleh Delleh (persiska: حلّه دلّه, Ḩelleh va Delleh) är en ort i Iran.   Den ligger i provinsen Khuzestan, i den centrala delen av landet, 500 km söder om huvudstaden Teheran. Ḩelleh Delleh ligger 26 meter över havet och antalet invånare är 173.
Terrängen runt Ḩelleh Delleh är mycket platt. Runt Ḩelleh Delleh är det ganska tätbefolkat, med 144 invånare per kvadratkilometer. Närmaste större samhälle är Sheybān, 15,7 km sydväst om Ḩelleh Delleh. Omgivningarna runt Ḩelleh Delleh är i huvudsak ett öppet busklandskap.